# Reinhold Herzog
Reinhold Herzog fou un ciclista alemany, que es va especialitzar en el ciclisme en pista. Va competir com amateur i va guanyar una medalla de bronze al Campionat del món de mig fons de 1903 per darrere del suís Edmond Audemars i l'italià Vittorio Carlevaro.